# Dragons’ Den
A Dragons’ Den egy üzleti valóságshow, amelyben a vállalkozók egy befektetőkből álló csapat elé terjesztik üzleti ötleteiket, abban a reményben, hogy befektetésük finanszírozását szerezhetik meg tőlük. A program 2001-ben indult Japánból, ahol A pénz tigrisei (マネーの虎 manē no tora) néven ismert. Ez egy szójáték a "Malájföld Tigriséből" (マレーの虎 marē no tora), ami a második világháborús tábornok Jamasita Tomojuki beceneve volt. A formátumot a Nippon TV hozta létre és a tulajdonosa, a Sony Pictures Television forgalmazza.
A műsor helyi változatai közel 30 országban készült el, valamint egy az arab világ számára is; egyes országokban egynél több verziót is sugároztak. A show legnépszerűbb neve a Dragons’ Den vagy annak változatai, amely név 2005-ben keletkezett az Egyesült Királyságban. A műsor a Shark Tank (ez a név az Egyesült Államokból származik) és a Lions' Den címeket is megkapta, valamint ezeknek a neveknek a variációit is. Azokban a változatokban, ahol a műsor neve egy lény nevét tartalmazza, a befektetőket ezen a néven emlegetik.

## Formátum
A versenyzők általában feltalálók, terméktervezők vagy szolgáltatók, akiknek van egy általuk életképes és potenciálisan nagyon jövedelmező üzleti ötletük, de hiányzik a finanszírozás és/vagy az üzleti érzék. Öt gazdag, vállalkozó szellemű üzletember elé terjesztik ötletüket, akiket a show legtöbb iterációjában „sárkányoknak”, „tigriseknek” (az eredeti japán műsorban így nevezik őket), „oroszlánoknak” vagy „cápáknak” hívnak. A bemutató előtt a versenyzők megneveznek egy konkrét pénzösszeget, amellyel szeretnének boldogulni, és azt a százalékot, amelyet a versenyző eladni kíván a befektetőknek. A szabályok azt írják elő, hogy ha nem gyűjtenek össze legalább ekkora összeget a sárkányoktól, akkor nem kapnak semmit. Cserébe a versenyző megadja a sárkányoknak a társaság alaptőkéjének egy százalékát, ami a tárgyalások legfőbb pontja. A program nem mutatja a teljes bemutatót, mivel az idő korlátai miatt a jeleneteket az epizódból választják ki és szerkesztik.
A sárkányok tovább vizsgálják az ötletet, miután a versenyző befejezte a bemutatót. Ez vagy egy megalapozott üzleti ajánlatot fog feltárni, amelynek eredményeként egy vagy több sárkány befektetési ajánlatot tesz tőkéért cserébe, vagy akár a versenyző, akár az összes sárkány visszalép a tranzakciótól. A sárkányok elutasítását gyakran „kiszállok”-ként adják meg, amit általában (a befektető véleménye szerint) az vált ki, hogy a befektető nagyobb részesedést kér az üzletben, mint amennyit a versenyző fel akar adni, a versenyző értékelése az üzlet túl magas a teljes nyereségéhez képest, a terméknek nincs tulajdoni értéke, vagy a befektető úgy véli, hogy nem tudnak hozzáadott értéket adni az üzlethez. Néha a sárkányok olyan nyugtalanító tényeket azonosítanak, mint a versenyző kínos felkészültségének hiánya, a versenyző üzleti ismereteinek hiánya, az észlelt árrések, a versenytársak, az elégtelen eladások vagy a magas gyártási költségek. A versenyzők gyakran tárgyalnak és cserélnek cserét a befektetőkkel. A programban megkötött ügyletek ténylegesen végrehajthatók, de előfordulhat, hogy nem.

## Verziók
A Dragons’ Dent számos országban gyártották le. Japánon kívül (ahol a műsor debütált) a műsorok nevei, szerkezetei és stílusai az Egyesült Királyság verzióján alapulnak.
| Ország                    | Név                                         | TV csatorna                    | Sugárzás éve    | Befektetők |
| ------------------------- | ------------------------------------------- | ------------------------------ | --------------- | --- |
| Afganisztán               | Fikr wa Talash                              | TOLO TV                        | 2008–2014       | |
| Amerikai Egyesült Államok | Shark Tank                                  | ABC                            | 2009–napjainkig | - Robert Herjavec (1–13. évad) - Barbara Corcoran (1–13. évad) - Kevin O'Leary (1–13. évad) - Daymond John (1–13. évad) - Kevin Harrington (1–2. évad) - Mark Cuban (3–13. évad) - Lori Greiner (4–13. évad) |
| Arab világ                | العرين (Al Aareen)                          | Future Television              | 2007            | - Omar El-Quqa - Ahmad Tantash - Nassif Karam - Roger Azar |
| Ausztrália                | Dragons’ Den                                | Seven Network                  | 2005            | - Peter Higgins - Sarina Russo - Darryn Lyons - Suzi Dafnis - Siimon Reynolds |
| Ausztrália                | Shark Tank                                  | Network Ten                    | 2015–2018       | - Janine Allis (1–4. évad) - Andrew Banks (1–4. évad) - Steve Baxter (1–4. évad) - Naomi Simson (1–4. évad) - John McGrath (1. évad) - Glen Richards (2–4. évad) |
| Ausztria                  | 2 Minuten 2 Millionen                       | Puls 4                         |                 | |
| Belgium (Flamand verzió)  | Leeuwenkuil                                 | VIER                           |                 | |
| Brazília                  | Shark Tank Brasil — Negociando com Tubarões | Sony Channel                   | 2016–napjainkig | - João Appolinário (1–6. évad) - Cristiana Arcangeli (1–4. évad) - Robinson Shiba (1–3. évad) - Sorocaba (1. évad) - Camila Farani (1–6. évad) - Caito Maia (2–6. évad) - José Carlos Semenzato (4–6. évad) - Carol Paiffer (5–6. évad) |
| Csehország                | Den D                                       | ČT1                            | 2009–?          | - Ivan Pilný (1. és 3. évad) - Marta Nováková (1–3. évad) - Ondřej Bartoš (1–2. évad) - Dana Bérová (1–3. évad) - Tomio Okamura (1–3. évad) - Michael Rostock (2–4. évad) - Margareta Křížová (4. évad) - Petra Rychnovská (4. évad) - John Vanhara (4. évad) - Michal Hanus (4. évad) |
| Dánia                     | Løvens Hule                                 | DR1                            | 2015–napjainkig | - Jesper Buch (1–7. évad) - Ilse Jacobsen (1–3. évad) - Jan Dal Lehrmann (4–7. évad) - Tommy Ahlers (1–3. évad) - Mia Wagner (4–7. évad) - Brigit Aaby (1–3. évad) - Peter Warnøe (4. évad) - Christian Arnstedt (5–7. évad) - Christian Stadil (1–4. évad) - Jacob Risgaard (5–7. évad) |
| Dél-afrikai Köztársaság   | Dragon’s Den South Africa                   | Mzansi Magic                   | 2014–2016       | - Lebo Gunguluza - Vusi Thembekwayo - Polo Leteka Radebe - Vinny Lingham - Gil Oved |
| Dél-afrikai Köztársaság   | Shark Tank South Africa                     | M-Net                          | 2016–napjainkig | - Dawn Nathan-Jones - Vinny Lingham - Romeo Kumalo - Marnus Broodryk - Gil Oved |
| Egyesült Királyság        | Dragons’ Den                                | BBC Two                        | 2005–napjainkig | - Peter Jones (1–19. évad) - Simon Woodroffe (1. évad) - Theo Paphitis (2–10. évad; 17. évad második fele) - Piers Linney (11–12. évad) - Nick Jenkins (13–14. évad) - Tej Lalvani (15–18. évad) - Steven Bartlett (19. évad) - Doug Richard (1–2. évad) - Deborah Meadan (3–19. évad) - Duncan Bannatyne (1–12. évad) - Touker Suleyman (13. évad – 17. évad első fele; 18–19. évad) - Rachel Elnaugh (1–2. évad) - Richard Farleigh (3–4. évad) - James Caan (5–8. évad) - Hilary Devey (9–10. évad) - Kelly Hoppen (11–12. évad) - Sarah Willingham (13–14. évad) - Jenny Campbell (15–16. évad) - Sara Davies (17–19. évad) |
| Egyiptom                  | El Mashroua                                 | Alnahar                        | 2013–?          | - Hala Hattab - Hisham Al Jamal |
| Finnország                | Leijonan kita                               | MTV3                           | 2007            | - Kyösti Kakkonen - Eero Lehti - Toivo Sukari - Lisa Sounio - Kaija Ward |
| Finnország                | Leijonan luola                              | Nelonen                        | 2013–?          | - Riku Asikainen - Jorma Terentjeff - Ari Lahti - Anne Berner - Oskari Lehtonen |
| Franciaország             | Qui veut être mon associé?                  | M6                             | 2020–napjainkig | - Delphine André - Catherine Barba - Éric Larchevêque - Frédéric Mazzella - Marc Simoncini - Marc Vanhove |
| Hollandia                 | Dragons’ Den                                | Nederland 3                    | 2007–2008       | - Henk Keilman (1–2. évad) - Annemarie van Gaal (1–2. évad) - Jan Pieter Melchior (1. évad) - Willem Sijthoff (1–2. évad) - Arjen de Koning (1–2. évad) - George Banken (2. évad) |
| Hollandia                 | Dragons’ Den                                | NPO 1                          | 2020–?          | - Michel Perridon - Won Yip - Nikkie Plessen - Shawn Harris - Pieter Schoen |
| Horvátország              | Zmajevo gnijezdo                            | HRT 1                          | 2007            | - Maja Pečarević - Hrvoje Prpić - Davor Štern - Juroslav Buljubašić - Branko Roglić |
| India                     | Shark Tank India                            | SET India                      | 2021–napjainkig | - Ashneer Grover - Aman Gupta - Anupam Mittal - Ghazal Alagh - Namita Thapar - Peyush Bansal - Vineeta Singh |
| Izrael                    | Hakrishim                                   | Channel 10                     | 2006–2007       | - Aviv Tzidon (1–2. évad) - Jacky Ben-Zaken (1–2. évad) - Zeev Holtzman (1. évad) - Israela Shatir (1. évad) - Nir Shretzky (1. évad) - Oded Dasau (1. évad) - Amir Eyal (2. évad) - Yossi Moldavsky (2. évad) - Nir Barkat (2. évad) - Roni Ross (2. évad) |
| Izrael                    | Hakrishim                                   | Keshet 12                      | 2018–napjainkig | - Dovi Frances (1–3. évad) - Zohar Levkovitz (1–3. évad) - Hadar Goldman (1. évad) - Stav Shachman (1. évad) - Einav Adiv-Berar (1. évad) - Oren Dobronsky (2–3. évad) - Yashin Lukach (2–3. évad) - Eidad Tamir (2. évad) - Amir Eyal (3. évad) |
| Írország                  | Dragons’ Den                                | RTÉ One                        | 2009–napjainkig | - Niall O'Farrell (1–4. évad) - Peter Casey (5–6. évad) - Earmonn Quinn (6–7. évad) - Chanelle McCoy (8. évad) - Bobby Kerr (1–4. évad) - Ramona Nicholas (5–6. évad) - Eleanor McEvoy (7–8. évad) - Sarah Newman (1–2. évad) - Norah Casey (3–4. évad) - Barry O'Sullivan (5–8. évad) - Alison Cowzer (7–8. évad) - Gavin Duffy (1–8. évad) - Seán Gallagher (1–3. évad) - Sean O'Sullivan (4–5. évad) |
| Japán                     | マネーの虎 (Manē no Tora)                   | Nippon TV                      | 2001–2004       | - Kato Kazuja - Kawahara Hirosi - Kobajasi Kei - Ganari Takahasi - Horinucsi Kjücsiró - Jaszuda Hiszasi - Josikawa Jukie |
| Kanada                    | Dragons’ Den (Angol verzió)                 | CBC Television                 | 2006–napjainkig | - Jim Treliving (1–15. évad) - Robert Herjavec (1–6. évad; 17. évad) - Kevin O'Leary (1–8. évad) - Michael Wekerle (9–12. évad) - Lane Merrifield (13–15. évad) - Wes Hall (16–17. évad) - Jennifer Wood (1. évad) - Arlene Dickinson (2–9. évad; 12–17. évad) - Joe Mimran (10–12. évad) - Vincenzo Guzzo (13–17. évad) - Lawrence Lewin (1–2. évad) - W. Brett Wilson (3–5. évad) - Bruce Croxon (6–8. évad) - Vikram Vij (9. évad) - Manjit Minhas (10–17. évad) - David Chilton (7–9. évad) - Michele Romanow (10–17. évad)                                                                                                 |
| Kanada                    | Dans l'œil du dragon (Francia verzió)       | ICI Radio–Canada Télé          | 2012–napjainkig | - Dany Vachon - Danièle Henkel - François Lambert - Gaétan Frigon - Normand Legault - Alexandre Taillefer - Serge Beauchemin - Martin-Luc Archambault - Mitch Garber |
| Kenya                     | Lion's Den                                  | NTV                            | 2016–?          | - Darshan Chandaria - Kris Senanu - Myke Rabar - Olive Gachara - Wandia Gichuru |
| Kína                      | 中国合伙人 (Kínai Partner)                  | Shenzhen TV                    | 2016–?          | - Bob Xu (1–2. évad) - Annabelle Long Yu (1–2. évad) - Li Guoqing (1–2. évad) - Yao Jinbo (1–2. évad) - Hugo Shong (1. évad) - Zhou Hongyi (1. évad) - Jerry Huang (2. évad) |
| Kolumbia                  | Shark Tank Colombia                         | Canal Sony                     | 2018–?          | - Alexander Torrenegra (1–2. évad) - Leonardo Wehe (1. évad) - Ricardo Leyva Gutiérrez (1–2. évad) - Juliana Barreto (1–2. évad) - Frank Kanayet (1–2. évad) - Mauricio Hoyos (1–2. évad) |
| Lengyelország             | Dragons’ Den – jak zostać milionerem        | TV4                            | 2011–2013       | - Maciej Kaczmarski - Anna Garwolińska - Grzegorz Hajdarowicz - Marian Owerko - Krzysztof Golonka |
| Magyarország              | Cápák között                                | RTL                            | 2019–napjainkig | - Balogh Levente (1–7. évad) - Balogh Péter (1–7. évad) - Moldován András (1–7. évad) - Apró Anna (1. évad) - Fehér Gyula (1–2. évad) - Tomán Szabina (2–5. évad) - Lakatos István (3–5. évad; 7. évad) - Orbók Ilona (6–7. évad) - Varga Eszter (6–7. évad) - Sárospataki Albert (7. évad) |
| Mexikó                    | Shark Tank México: Negociando con tiburones | Sony Channel                   | 2016–?          | - Ana Victoria García (1. évad) - Arturo Elías Ayub (1–2. évad) - Carlos Bremer (1–3. évad) - Jorge Vergara (1–2. évad) - Rodrigo Herrera Aspra (1–3. évad) - Patricia Armendáriz (2–3. évad) - Marcus Dantus (3. évad) - Luis Harvey (3. évad) |
| Németország               | Die Höhle der Löwen                         | VOX                            | 2014–napjainkig | - Vural Öger (1–2. évad) - Jochen Schweizer (1–3. évad) - Lencke Wischhusen (1–2. évad) - Frank Thelen (1–5. évad) - Judith Williams (1–5. évad) - Carsten Maschmeyer (3–5. évad) - Ralf Dümmel (3–5. évad) - Dagmar Wöhrl (4–5. évad) |
| Nigéria                   | Dragons’ Den                                | AIT Network                    | 2008            | - Prince Femi Tejuoso - Ibukun Awosika - Chris Parkes - Alexander Amosu - John Momoh - Tokunboh Ishmael |
| Oroszország               | KAPITAL                                     |                                |                 | |
| Pakisztán                 | Idea Croron Ka                              | Neo News                       | 2017–?          | - Salim Ghauri - Naeem Zamindar - Humayun Mazhar |
| Portugália                | Shark Tank                                  | SIC                            | 2015–2016       | - Mário Ferreira - João Rafael Koehler - Susana Sequeira - Tim Vieira - Miguel Ribeiro Ferreira |
| Románia                   | Arena Leilor                                | TVR 2                          | 2007–?          | - Marius Ghenea - Dragoș Anastasiu - Florin Talpeș - Mircea Tudor - Mihaela Nicola - Cristina Batlan - Orlando Szasz |
| Románia                   | Imperiul Leilor                             | Pro TV                         | 2019–napjainkig | - Dragoș Petrescu - Mohammad Murad - Monica Cadogan - Cristian Onețiu - Daniela Mariscu |
| Spanyolország             | Tu Oportunidad                              | La 1                           | 2013            | - María Eugenia Girón - Javier Pérez Dolset - Catalina Hoffmann - Gonzalo de la Cierva - Pablo Gimeno |
| Srí Lanka                 | ඇත් පවුර (Ath Pavura)                         | Independent Television Network | 2017–napjainkig | - Chandula Abeywickrama - Sudarshan Ahangama - Shiromal Cooray - Upul Deranagama - Suresh De Mel - Nirmal De Silva - Romani De Silva - Ajit Gunewardena - Dulith Herath - Sandamini Perera - Harsha Purasinghe - Sujeewa Rajapakse - Gamini Saparamadu |
| Svájc                     | Die Höhle der Löwen Schweiz                 | TV24                           | 2019–napjainkig | |
| Svédország                | Draknästet                                  | SVT 2                          | 2009–2010       | - Gunilla von Platen (1. évad) - Ljubo Mrnjavac (1. évad) - Mats Gabrielsson (1–2. évad) - Douglas Roos (2. évad) - Susanna Falkengren (2. évad) - Sven Hagströmer (1–2. évad) - Richard Båge (1–2. évad) |
| Szaúd-Arábia              | التجار (Kereskedők)                         | STV1                           | 2011            | - Saleh Kamel - Ahmed Fitihy - Nashwa Altahir - Altaiar - Alhalafy |
| Szlovénia                 | Dober posel                                 | Planet TV                      | 2012            | - Branko Drobnak - Borut Rismal - Daniela Bervar - Jure Mikuž - Matjaž Krč |
| Törökország               | Dragons’ Den Türkiye                        | BloombergHT                    |                 | |
| Trinidad és Tobago        | Planting Seeds                              | CNC3                           | 2016–2020       | - Joseph Rahael - Racquel Moses - Joe Pires - Sheldon Stephen |
| Ukrajna                   | Акули бізнесу (Akuly biznesu)               | ICTV                           | 2014–?          | |
| Új-Zéland                 | Dragons’ Den                                | TV One                         | 2006            | - Julie Christie - Bob Jones - Annette Presley - Paul Webb - Barry Colman |
| Vietnám                   | Shark Tank Việt Nam                         | Vietnam Television             | 2017–?          | - Trương Gia Bình - Vũ Văn Tiền - Trần Bá Dương |

## Fordítás
Ez a szócikk részben vagy egészben  a   Dragons' Den című angol Wikipédia-szócikk ezen változatának fordításán alapul.  Az eredeti cikk szerkesztőit annak laptörténete sorolja fel. Ez a jelzés csupán a megfogalmazás eredetét és a szerzői jogokat jelzi, nem szolgál a cikkben szereplő információk forrásmegjelöléseként.